# Форк, Фарра
Фа́рра Форк (англ. Farrah Forke; 12 января 1968 — 25 февраля 2022) — американская актриса и кинопродюсер.

## Ранние годы
Фарра Рэйчел Форк родилась в Корпус-Кристи (штат Техас, США) в семье Чака и Беверли Форк (в девичестве Мендлески). Форк была названа в честь актрисы Фарры Фосетт, которая была подругой семьи. У неё было три сестры: Пейдж Инглис, Дженнифер Сейлор и Мэгги Талмейдж. Она посещала Хокадейскую школу, частную школу для девочек в Далласе, где была чирлидером, и училась в одном классе с будущей певицей Лизой Лоб. Её актёрская карьера началась с роли в техасской постановке мюзикла «Шоу ужасов Рокки». После окончания средней школы она переехала в Нью-Йорк в 1989 году, чтобы изучать актёрское мастерство в Институте Ли Страсберга.

## Карьера
С 1991 по 2005 год Форк сыграла более чем в 20 фильмах и телесериалах. Наиболее известна по ролям Алекс Ламберт в ситкоме «Крылья» (1992—1995), Мейсон Дрейк в телесериале «Лоис и Кларк: Новые приключения Супермена» (1994—1995) и Трейси в телесериале «Нас пятеро» (1999). Она также занималась озвучиванием, озвучила Биг Барду в мультсериалах «Бэтмен будущего (2000) и «Лига справедливости» (2005).

## Личная жизнь
В 1989 году Форк сделала пластическую операцию по увеличению груди. Позже силиконовые грудные имплантаты разорвались, что привело к проблемам со здоровьем. В феврале 1993 года она удалила их. 24 марта следующего года она подала иск в Хьюстоне против Dow Corning, Dow Chemical Company, Inamed Corporation и McGhan Corporation.
Форк познакомилась с Марком Лейтоном Брауном, когда он работал в художественном отделе ситктома «Крылья». 31 декабря 2005 года у них родились сыновья-близнецы — Чак и Уит. В середине 2000-х она взяла перерыв в актёрской карьере и вернулась в Техас, чтобы воспитывать своих сыновей, в конечном итоге решив, что этот перерыв станет постоянным уходом из Голливуда.

## Смерть
Форк умерла 25 февраля 2022 года у себя дома в Хьюстоне (штат Техас, США), через месяц после своего 54-летия. В годы, предшествовавшие её смерти, она боролась с раком.

## Избранная фильмография
| Год       |    | Русское название                          | Оригинальное название                        | Роль                              |
| --------- | -- | ----------------------------------------- | -------------------------------------------- | --------------------------------- |
| 1994      | ф  | Разоблачение                              | Disclosure                                   | Адель Льюин                       |
| 1994—1995 | с  | Лоис и Кларк: Новые приключения Супермена | Lois & Clark: The New Adventures of Superman | Мэйсон Дрейк                      |
| 1995      | ф  | Схватка                                   | Heat                                         | Клодия                            |
| 1996      | с  | Нед и Стейси                              | Ned & Stacey                                 | Меган Фостер                      |
| 1998      | с  | Остров фантазий                           | Fantasy Island                               | Кэрол Эшби                        |
| 1999      | с  | Нас пятеро                                | Party of Five                                | Трейси                            |
| 1999      | ф  | Заказанный убийца                         | Hitman's Run                                 | Сара                              |
| 2000      | мс | Бэтмен будущего                           | Batman Beyond                                | Барда Фри/Биг Барда (озвучивание) |
| 2005      | мс | Лига справедливости                       | Justice League                               | Барда Фри/Биг Барда (озвучивание) |